# Алсдорф (Саксонија-Анхалт)
Алсдорф (њем. Ahlsdorf) општина је у њемачкој савезној држави Саксонија-Анхалт. Једно је од 22 општинска средишта округа Мансфелд-Сидхарц. Према процјени из 2010. у општини је живјело 1.806 становника. Посједује регионалну шифру (AGS) 15087010.

## Географија
Алсдорф се налази у савезној држави Саксонија-Анхалт у округу Мансфелд-Сидхарц. Општина се налази на надморској висини од 245 метара. Површина општине износи 5,1 km².

## Становништво
У самом мјесту је, према процјени из 2010. године, живјело 1.806 становника. Просјечна густина становништва износи 355 становника/km².